# Reedy Glacier
Reedy Glacier – lodowiec w Górach Transantarktycznych w Antarktydzie Wschodniej.

## Nazwa
Nazwany na cześć admirała Jamesa R. Reedy’ego, dowódcy U.S. Naval Support Force na Antarktydzie w latach 1962–1965 .

## Geografia
Reedy Glacier spływa z Płaskowyżu Polarnego do Lodowca Szelfowego Rossa ograniczając od zachodu Góry Królowej Maud a od wschodu Góry Horlicka w Górach Transantarktycznych w Antarktydzie Wschodniej . Jest to lodowiec wylotowy odprowadzający lód z East Antarctic Ice Sheet. Płynie między Michigan Plateau a Wisconsin Range . Ma ok. 160 km długości i 10–20 km szerokości .
Osady na skałach powyżej lodowca świadczą o tym, że w okresie kenozoiku grubość lodu Reedy Glacier była o kilkaset metrów większa niż obecnie.

## Historia
Lodowiec został zmapowany przez United States Geological Survey na podstawie zdjęć lotniczych w latach 1960–1964 .